# Comuna Sveta Trojica v Slovenskih goricah
Sveta Trojica v Slovenskih goricah (Občina Sveta Trojica v Slovenskih goricah) este o comună din Slovenia, cu o populație de 2.284 de locuitori (30.06.2007).

## Localități
Gočova, Osek, Spodnja Senarska, Spodnje Verjane, Sveta Trojica v Slovenskih goricah, Zgornja Senarska, Zgornje Verjane, Zgornji Porčič